# Набережная Тараса Шевченко
На́бережная Тара́са Шевче́нко — набережная на правом берегу Москвы-реки в районе Дорогомилово Западного административного округа города Москвы. Проходит от Большой Дорогомиловской улицы до Киевской улицы.

## Название

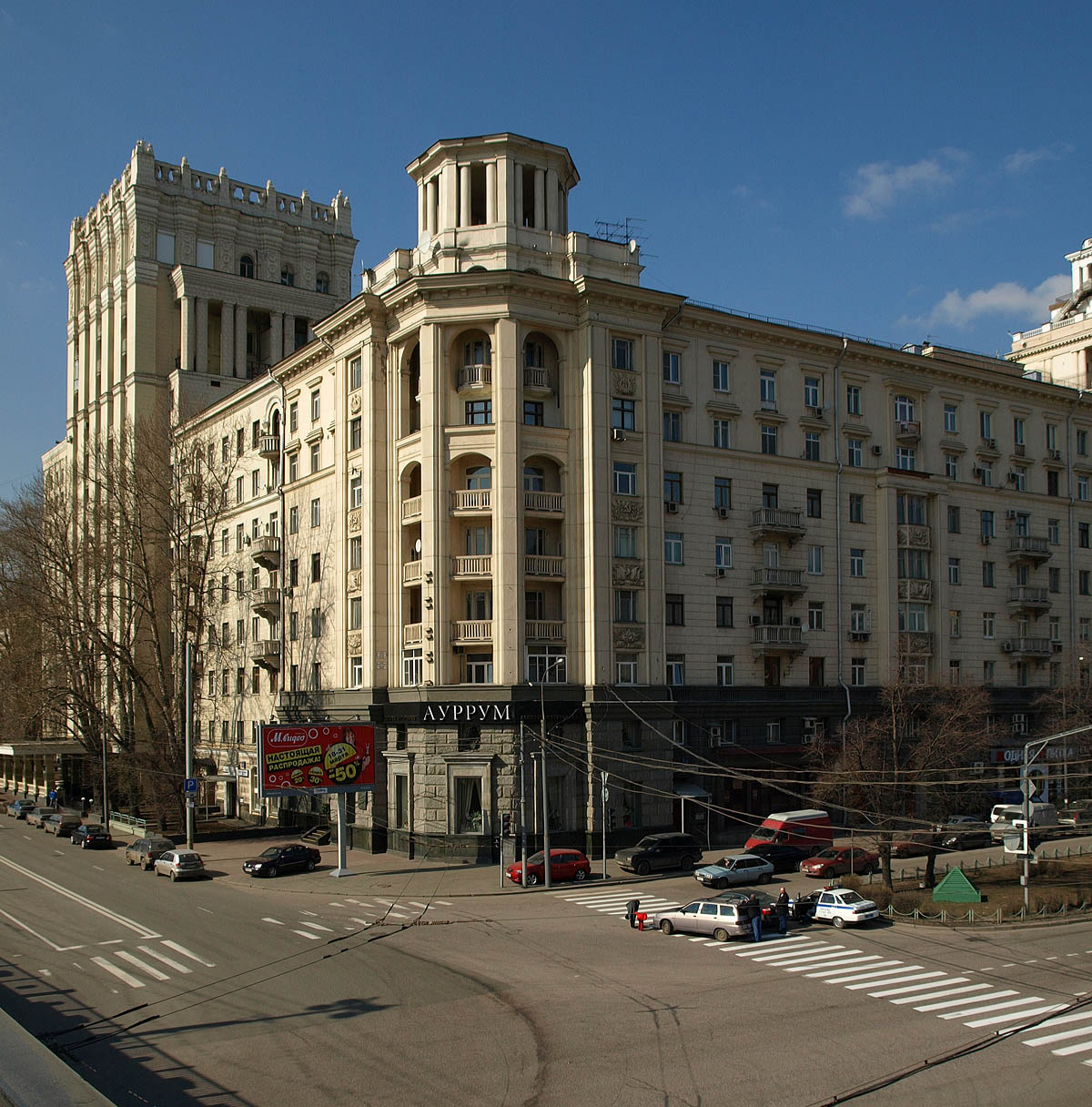
Набережная Тараса Шевченко № 1/2, «Дом нефтяников». Вид с Бородинского моста

Набережная между Бородинским мостом и Дорогомиловским валом называлась Дорогомиловской по Дорогомиловской ямской слободе и местности Дорогомилово. С 1935 года начальная часть набережной от Бородинского моста до Смоленского метромоста стала называться улицей Бережки, на более старых картах эта улица вместе с начальной частью современной Бережковской набережной называется Бережковская улица. В 1952 году улица Бережки в качестве дублера набережной вошла в её состав. Набережная получила современное название в честь Тараса Григорьевича Шевченко — украинского поэта, прозаика, литературное наследие которого стало основой литературного украинского языка в 1961 году в связи со столетием со дня смерти.

## Описание
Набережная Тараса Шевченко начинается как продолжение Бережковской набережной от Большой Дорогомиловской улицы и Бородинского моста, соединяющего её со Смоленской улицей. Затем к ней примыкает 2-я Бородинская улица, в этом же месте находится Смоленский метромост. Далее набережная пересекает Кутузовский проспект, соединённый Новоарбатским мостом с улицей Новый Арбат. После этого к набережной примыкают безымянный проезд у гостиницы «Украина» и Украинский бульвар. Около памятника Багратиону находится одноимённый пешеходный мост. Недалеко от него заканчивается автомобильная дорога вдоль реки, переходящая в пешеходную дорожку, а выше, вдоль жилой застройки начинается другая проезжая часть. К ней примыкают проектируемые проезды № 3579 и № 3580. Набережная заканчивается рядом с Дорогомиловскими автодорожным и железнодорожными мостами, переходя в Киевскую улицу, северная часть которой выходит на Кутузовский проспект.

## История
Дорогомиловская набережная возникла в середине XIX века, когда у Бородинского моста появилось несколько деревянных домов. Далее по берегу тянулись луга и пустыри; к западу от устья Пресни еще в XIX веке был построен Трёхгорный пивоваренный завод. Набережная доходила приблизительно до современного Украинского бульвара. Систематическая застройка фасада набережной между Дорогомиловским (ныне Бородинским) и Новоарбатским (Калининским в советское время) мостами происходила в 1950-е годы, внутриквартальная застройка — в 1970-е. В 1961 году набережная была продлена до Киевской улицы. В 1964 году в сквере перед гостиницей «Украина» поставлен памятник Тарасу Шевченко (Москва).
На набережной Тараса Шевченко, частично находящейся напротив здания правительства России — Белого дома, нередко проходят различные политические и общественные акции. В частности, на набережной проходили мероприятия «Русского марша», Монстрация (2010 год) и др.

## Примечательные здания и сооружения
- № 1/2 (продолжение — Большая Дорогомиловская ул., д. 4) — Комплекс 8—14-этажного жилого дома квартального типа министерства нефтяной промышленности «Дом нефтяников» (1938—1953, архитектурная мастерская академиков братьев Весниных (Виктор Веснин, Александр Веснин, Леонид Веснин) архитектор Пантелеймон Александрович Голосов, родной брат известного архитектора-конструктивиста Ильи Голосова, после смерти П. А. Голосова достраивал дом инженер проекта Лященко С. В.
  - В «Доме нефтяников» в разное время жили известные люди — заслуженный художник РСФСР Николай Жуков (мемориальная доска), геолог Борис Горобец, директор сети магазинов «Берёзка» Авилов, директор ВНИГНИ Степан Максимов, почетный нефтяник Николай Еременко, министр нефтяной промышленности СССР Николай Байбаков, дочь Луиса Корвалана Мария-Виктория, народный артист РСФСР Валентин Гафт, режиссёр Владимир Грамматиков, оперная певица Любовь Казарновская, исполнитель роли Тони из фильма «Мистер Икс» Николай Каширский, актёр трилогии «Неуловимые мстители» Михаил Метёлкин, народная артистка РСФСР Вера Орлова, солистка хора им. Пятницкого Александра Прокошина, телеведущий НТВ Владимир Золотницкий, телеведущая Ольга Шелест, советский фотограф Дмитрий Бальтерманц и многие многие другие.
- Кутузовский проспект, д. 2 — Гостиница «Украина» (1950—1957, архитекторы Аркадий Мордвинов, Вячеслав Олтаржевский)
- № 3—7 — Комплекс жилых домов (1958, архитектор Леонид
Поляков).
  - В доме № 3 в 1966—1988 годах жил экономист Станислав Шаталин[2], в 1957—1968 годах — биохимик и физиолог Лина Штерн[3], в 1968—1979 — кинорежиссёр Лариса Шепитько (мемориальная доска, 1988, скульптор Елена Безбородова, архитекторы С. И. Смирнов, Генрих Иосифович Искрижицкий)[4], в 1957—1968 годах — художник-живописец Владимир Серов (мемориальная доска).
  - № 7 (другой адрес — Кутузовский просп., 1/7) — Дом издательства «Известия», архитектор М. И. Бабицкий.
- № 23А — «Башня 2000» (2001 г.)
- № 29 — здание театра «Мастерская Петра Фоменко» (2007, архитекторы Сергей Викторович Гнедовский, Маргарита Максимилиановна Гаврилова, Ольга Барсукова).[5]

## Памятник
- Тарас Шевченко (1964, скульпторы Михаил Грицюк, Юлий Львович Синькевич, Анатолий Семенович Фуженко) в сквере перед гостиницей «Украина».

## Транспорт
- Метро: в 300 м от начала набережной — станции метро Киевская (Арбатско-Покровская), Киевская (Филёвская) и Киевская (Кольцевая), 300 м от конца набережной — станция метро Кутузовская, станция МЦК Кутузовская и станция МЦД-4 Кутузовская, за мостом «Багратион» — Выставочная, Деловой центр (Солнцевская) и Деловой центр (Большая кольцевая).
- Автобус: по начальному участку набережной (от Бородинского до Новоарбатского моста) следуют автобусы 91 и 205 (только в сторону Бородинского моста). В 1996 году, временно, ходил автобус 106 Площадь Победы — Киевский вокзал — Набережная Тараса Шевченко, который доходил до стройпощадки моста Багратион.